# خلاف خلافوف
خلاف علي أوغلو خلافوف (21 سبتمبر 1959، جيل، منطقة كراسنوسيلسك) - دبلوماسي أذربيجاني، ممثل خاص لرئيس جمهورية أذربيجان للمهمات الخاصة (منذ 2023)، نائب وزير الخارجية الأذربيجاني السابق (1997-2018، 2019-2023)، ممثل خاص لرئيس جمهورية أذربيجان لقضايا الحدود وبحر قزوين.

## سيرته ذاتية
وُلد خلاف علي أوغلو خلافوف في 21 سبتمبر 1959 في قرية جيل بمنطقة كراسنوسيلسك في جمهورية أرمينيا السوفيتية الاشتراكية. درس في جامعة كييف الحكومية في الفترة من 1977 إلى 1982 في كلية القانون الدولي والعلاقات الدولية، تخصص في القانون الدولي.
- من 1983 إلى 1990، عمل في وزارة الداخلية لجمهورية أذربيجان كمفتش ورئيس قسم.
- من 1990 إلى 1991، درس في أكاديمية وزارة الخارجية السوفيتية.
- من 1991 إلى 1992، شغل منصب سكرتير ثاني في إدارة القنصلية بوزارة الخارجية الأذربيجانية.
- من 1992 إلى 1997، كان رئيس إدارة الاتفاقيات والقانون بوزارة الخارجية الأذربيجانية.[1]
- من 1997 إلى 2018، عمل نائباً لوزير الخارجية الأذربيجاني.
- من 2018 إلى 2019، كان رئيس جهاز مكتب مجلس الوزراء لجمهورية أذربيجان.
- من 2019 فصاعدًا، تم تعيينه نائبًا لوزير الخارجية الأذربيجاني.[2]
- كما أنه ممثل خاص لرئيس جمهورية أذربيجان لقضايا الحدود وبحر قزوين.[3]

في عام 2002، تم ترقيته إلى رتبة سفير استثنائي و مفوض لجمهورية أذربيجان، وفي عام 2018، حصل على درجة مستشار دولة من الدرجة الأولى. في يوليو 2019، تم تكريمه بوسام "الخدمة للوطن" من الدرجة الثانية.
في 24 يوليو 2023، تم تعيينه بموجب مرسوم من رئيس جمهورية أذربيجان ممثلاً خاصاً لرئيس الجمهورية للمهمات الخاصة.
يجيد اللغتين الألمانية والروسية.
متزوج وله طفلان.